# Võ Bá Hạp

Chân dung Võ Bá Hạp

Võ Bá Hạp (武伯合, 1876-1948), tự: Nguyên Bích, hiệu: Trúc Khê; là một nhà chí sĩ Việt Nam thời cận đại.

## Tiểu sử
Võ Bá Hạp sinh năm Bính Tý (1876) tại Hải Dương . Cha ông là Võ Văn Giáp, người làng Phong Lâm (Hải Dương), làm nghề đóng giày và hia, sau được gọi vào kinh (Huế) để phục vụ cho triều đình.... Tuy làm nghề thủ công, nhưng ông Giáp lại là người trọng văn học, thường hay giúp đỡ những người gặp khó khăn nên Trại Bò của ông, cũng là nơi cụ sinh sống hằng ngày, thường đón tiếp các sĩ phu và sĩ tử.
Khoảng năm 1896, Phan Bội Châu vào Huế dạy học, đồng thời tìm đồng chí để hoạt động chống Pháp, đã từng ở lại nhà ông Giáp nhiều lần. Do đó, Phan Bội Châu và Võ Bá Hạp (con trai ông Giáp), trở thành đồng chí thân cận.
Năm 1900, Phan Bội Châu thi đỗ Giải nguyên, còn Võ Bá Hạp thi đỗ Cử nhân; nhưng cả hai đều không ra làm quan, bởi cùng quyết chí mở cuộc vận động duy tân tự cường.
Kể từ đó, trong suốt quãng đời hoạt động cách mạng, dù nhiều lần bị bắt giam, nhưng Võ Bá Hạp vẫn giữ vững khí tiết, không để bị cám dỗ, mua chuộc. Trước sau vẫn một lòng, tận tụy mưu việc ích nước lợi dân, nuôi giấu các đồng chí hoạt động bí mật trong tổ chức "Việt Nam Quang phục Hội" do Phan Bội Châu lãnh đạo. Trong quyển Việt Nam nghĩa liệt truyện, nhắc đến các liệt sĩ đã hy sinh, Phan Bội Châu vẫn ghi nhớ sự đóng góp của Võ Bá Hạp. Trên báo Tiếng Dân, Huỳnh Thúc Kháng cũng nhắc đến ông với lòng quý mến, cảm phục .
Theo tài liệu, thì chính Võ Bá Hạp đã đứng ra lo liệu cho Phan Bội Châu và Tăng Bạt Hổ ra nước ngoài (Trung Quốc và Nhật Bản) vận động cứu nước vào năm 1905. Ngoài ra, cũng chính ông cũng là người đã giới thiệu Lê Thị Đàn (tức liệt nữ Ấu Triệu) cho cụ Phan.
Năm Mậu Tý (1948), Võ Bá Hạp mất tại Thừa Thiên. Hiện nay, mộ ông nằm trong khu Di tích lưu niệm Phan Bội Châu ở tại số 53, đường Phan Bội Châu, phường Trường An, thành phố Huế, tỉnh Thừa Thiên Huế.

## Chân tình với đồng chí

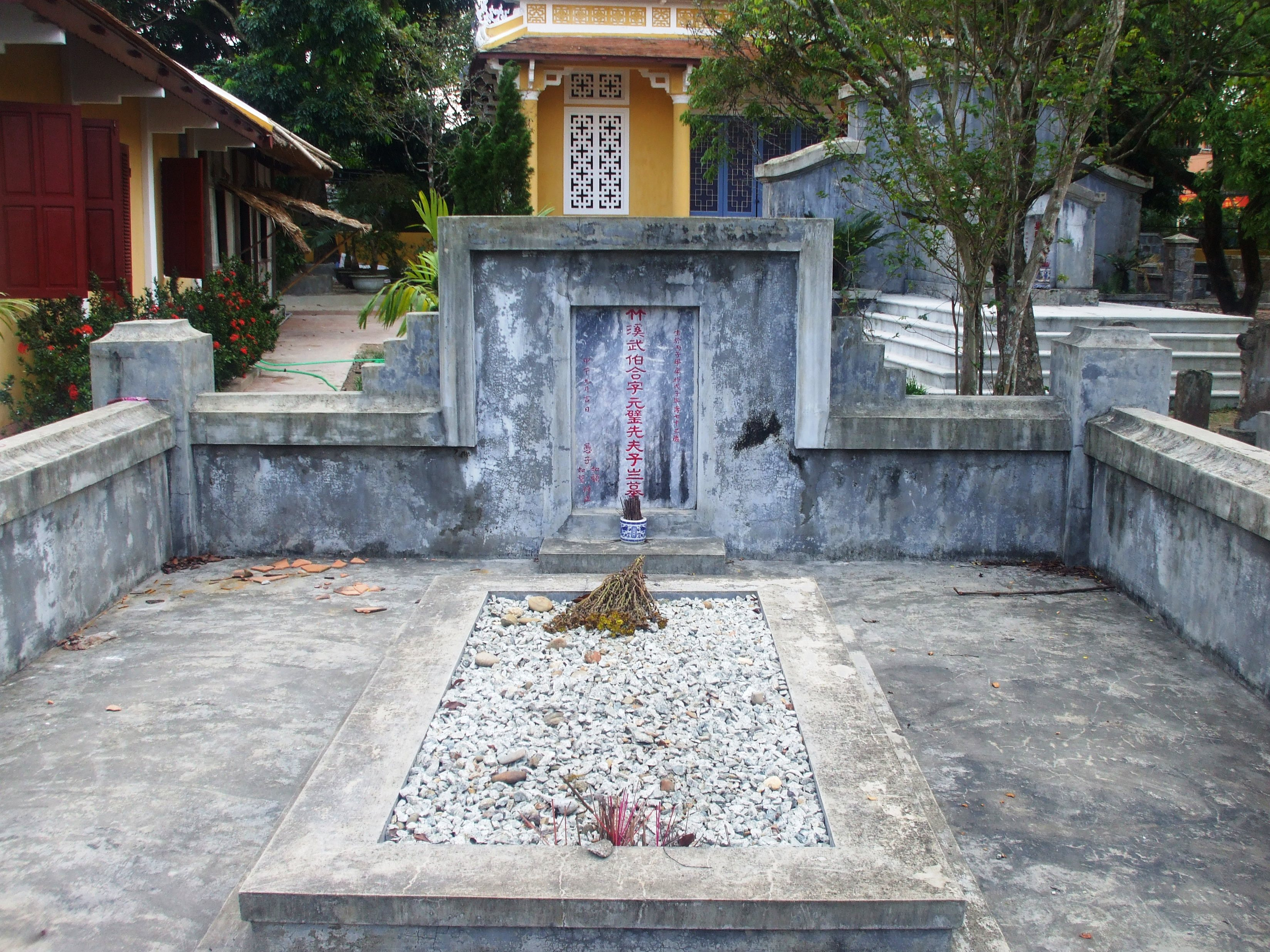
Mộ Võ Bá Hạp trong khu Di tích lưu niệm Phan Bội Châu ở Huế

Khi Tăng Bạt Hổ trở về nước rồi lâm bệnh nặng, Võ Bá Hạp đã hết lòng chăm sóc thuốc thang cho đến khi người đồng chí này qua đời (1906). Sau đó, ông và Dương Bá Trạc còn lo chôn cất tử tế .
Tài liệu còn kể rằng một hôm Võ Bá Hạp đã gặp lại đồng chí của mình là Đỗ Đăng Tuyển trong cảnh bị xiềng chung. Nhân đi qua đoạn cây cầu gỗ bên dòng Thạch Hãn (Quảng Trị), ông Võ giả vờ nói với ông Đỗ: "Chúng ta nhảy xuống sông nầy kết liễu cuộc đời cho khỏe". Ông Tuyển cười và đáp lại: "Phải lựa một cái chết xứng đáng hơn, nơi nầy không phải chỗ để chúng ta chết". Rồi, mỗi người đi nhận án lưu đày mỗi ngã. Trước khi từ biệt, Võ Bá Hạp đề thơ tiển bạn, trong đó có mấy câu như sau: 
Văn chi Lao Bảo ly my hương,
Ngã vi Lao Bảo du hào tẩu.
Tạm dịch là:
Người ta nói Lao Bảo là chốn ma quỷ, rừng thiên nước độc,
Tôi cho rằng chốn ấy là nơi anh hùng hào kiệt tụ họp.
Và:
Đãn khuynh Hãn thủy tác biệt tửu,
Cộng tả bình sinh khối lỗi chi hung hoài!.
Tạm dịch là:
Tôi xin nghiêng dòng Thạch Hãn lấy nước làm rượu tiễn biệt,
Đồng thời tôi gữi theo khối u hoài bình sinh chất chứa trong đáy lòng!.

## Sách tham khảo chính
- Nguyễn Q. Thắng-Nguyễn Bá Thế, Từ điển nhân vật lịch sử Việt Nam. Nhà xuất bản Khoa học xã hội, 1992.